# Маховлич, Питер
Пи́тер Джо́зеф «Пит» Махо́влич (англ. Peter Joseph "Pete" Mahovlich, хорв. Petar Mahovlić; род. 10 октября 1946, Тимминс) — канадский хоккеист, нападающий клубов НХЛ «Детройт Ред Уингз», «Монреаль Канадиенс» и «Питтсбург Пингвинз».

## Карьера
Пит Маховлич вошёл бы в историю НХЛ, даже если бы не сыграл в лиге ни одного матча: в 1963 году именно он, тогда 16-летний юниор, вошёл в число первых игроков, выбранных на драфте НХЛ, и стал самым первым в истории «Детройта» задрафтованным игроком. Но молодому канадскому форварду суждено было оставить в истории НХЛ куда более заметный след.
Старший брат Пита, Фрэнк, к тому времени уже сделал себе имя в НХЛ, за 7 лет в составе «Торонто» сумев стать одним из ведущих форвардов команды. Позже, по аналогии с братом, носившим прозвище Большой М (англ. Big M), Пита прозовут Маленький М (англ. Little M), что звучало довольно иронично по отношению к человеку 195 см ростом (Пит Маховлич был самым высоким игроком своего времени в НХЛ).
В «Детройте», выбравшем Пита на драфте, дела у молодого хоккеиста шли не самым лучшим образом: выдающиеся физические данные молодого центрфорварда естественным образом делали его медлительным, а то, что он большую часть времени проводил в фарм-клубах, где его партнёрами были не самые выдающиеся хоккеисты, мешало ему проявить сильные стороны своего хоккейного дарования: отличный пас и хорошее владение шайбой. Хотя в 1967 году Пит и помог выиграть своей тогдашней команде Кубок Колдера, в «Детройте» ему места так и не нашлось и в 1969 году Маленького М обменяли в «Монреаль». В «Канадиенс», где уровень игроков заметно отличался от уровня игроков «Детройта» в лучшую сторону, Питу Маховличу удалось наконец раскрыться в полной мере: в триумфальном для «Канадцев» сезоне 1970/71 молодой центрфорвард набрал 61 (35+26) очко по системе «гол+пас», к которым добавились 16 (10+6) в победном розыгрыше Кубка Стэнли. С сезона 1974/75 Пит Маховлич играл в одном звене со звёздами «Монреаля» первой величины — Стивом Шаттом и Ги Лафлёром; с точки зрения хоккейной статистики это были лучшие в его карьере годы: дважды ему покорялось гроссмейстерское достижение — 100 баллов результативности за сезон, а в том же сезоне 1974/75 Маленький М установил рекорд, держащийся до наших дней: 82 результативные передачи за сезон.
В 1977 году Пита, продуктивной игре которого в «Монреале» начали мешать преследовавшие его травмы, обменяли в «Питтсбург». Два года спустя Маленький М вернулся в команду, некогда задрафтовавшую его — «Детройт», где 2 года спустя и завершил карьеру в НХЛ. Отыграв ещё год в клубе низшей лиги и завоевав на излёте карьеры ещё один Кубок Колдера, Пит Маховлич окончательно повесил коньки на гвоздь.
Завершив карьеру игрока, Пит Маховлич несколько лет проработал тренером в командах низших лиг, пока в 1995 году не вошёл в скаутскую службу «Эдмонтона». Позже Маленький М трудился на аналогичной должности в «Тампе» и «Атланте», сейчас работает в системе «Флориды».

## Карьера в сборной
В составе сборной Канады Пит Маховлич принимал участие в первой Суперсерии. Звёздным часом Маленького М в серии стал второй матч, где ему удалось забросить шайбу, решившую исход матча в пользу канадцев.

«Около 30 секунд отыграли канадцы в меньшинстве. Оборонялись, не думая, казалось бы, об атаке. Однако, когда Фил Эспозито перехватил шайбу, по центру вперед помчался Пит Маховлич. Эта махина (195 см роста) уже набрала скорость локомотива экспресса, когда точно на крюк ему легла шайба, посланная Эспозито.
Защитники сборной СССР — насколько я помню, это были Ляпкин с Паладьевым, не особенно сильные в силовой борьбе — пытались остановить Маховлича-младшего клюшками. Но — попробуйте так остановить набравший скорость экспресс!
Ушёл от них Пит. Серией финтов выманил из ворот Третьяка и этак небрежно — мол, полюбуйтесь, каков я, переправил шайбу в сетку. Зрелище впечатляло…»— Фёдор Раззаков "Российский хоккей: от скандала до трагедии"
Это оказался единственный забитый Питом Маховличем в серии гол, но по степени значимости этой шайбы для сборной Канады канадские спортивные журналисты сравнивают его с победной шайбой Пола Хэндерсона в восьмом, финальном матче Суперсерии.

## Достижения
- Обладатель Кубка Колдера (2): 1967, 1981
- Обладатель Кубка Стэнли (4): 1971, 1973, 1976, 1977
- Участник Матча всех звёзд (2): 1971, 1976